# Mary-Sophie Harvey
Mary-Sophie Harvey (Trois-Rivières, 11 de agosto de 1999) es una deportista canadiense que compite en natación, especialista en los estilos libre y mariposa.
Ganó una medalla de bronce en el Campeonato Mundial de Natación de 2025 y seis medallas en el  Campeonato Mundial de Natación en Piscina Corta, en los años 2022 y 2024. En los Juegos Panamericanos obtuvo diez medallas, tres en 2019 y siete en 2023.
Participó en dos Juegos Olímpicos de Verano, ocupando el cuarto lugar en Tokio 2020, en la prueba de 4 × 200 m libre, y el cuarto en París 2024 en los 200 m libre.

## Palmarés internacional
| Campeonato Mundial                  | Campeonato Mundial    | Campeonato Mundial | Campeonato Mundial      |
| Año                                 | Lugar                 | Medalla            | Prueba                  |
| ----------------------------------- | --------------------- | ------------------ | ----------------------- |
| 2025                                | Singapur (Singapur)   | Medalla de bronce  | 200 m estilos           |
| Campeonato Mundial en Piscina Corta |                       |                    |                         |
| Año                                 | Lugar                 | Medalla            | Prueba                  |
| 2022                                | Melbourne (Australia) | Medalla de plata   | 4 × 200 m libre         |
| 2024                                | Budapest (Hungría)    | Medalla de plata   | 200 m libre             |
| 2024                                | Budapest (Hungría)    | Medalla de plata   | 4 × 50 m libre mixto    |
| 2024                                | Budapest (Hungría)    | Medalla de bronce  | 400 m libre             |
| 2024                                | Budapest (Hungría)    | Medalla de bronce  | 4 × 100 m libre         |
| 2024                                | Budapest (Hungría)    | Medalla de bronce  | 4 × 100 m estilos mixto |
| Juegos Panamericanos                |                       |                    |                         |
| Año                                 | Lugar                 | Medalla            | Prueba                  |
| 2019                                | Lima (Perú)           | Medalla de plata   | 200 m mariposa          |
| 2019                                | Lima (Perú)           | Medalla de plata   | 4 × 200 m libre         |
| 2019                                | Lima (Perú)           | Medalla de bronce  | 400 m estilos           |
| 2023                                | Santiago (Chile)      | Medalla de oro     | 200 m libre             |
| 2023                                | Santiago (Chile)      | Medalla de oro     | 4 × 100 m libre         |
| 2023                                | Santiago (Chile)      | Medalla de oro     | 4 × 100 m estilos       |
| 2023                                | Santiago (Chile)      | Medalla de plata   | 200 m estilos           |
| 2023                                | Santiago (Chile)      | Medalla de plata   | 4 × 100 m estilos mixto |
| 2023                                | Santiago (Chile)      | Medalla de bronce  | 4 × 200 m libre         |
| 2023                                | Santiago (Chile)      | Medalla de bronce  | 4 × 100 m libre mixto   |